# Víceleté gymnázium
Víceleté gymnázium je druh gymnázia, na které je možné nastoupit už v průběhu základní školy. 

## Historie
Roku 1849 vzniklo v Rakousku osmileté gymnázium a šestiletá reálná škola. V Československu za první republiky na
gymnáziích studovala pouze 2 % dětí v daném věku. Roku 1948 došlo ke zrušení víceletých gymnázií. Po roce 1989 byla v Česku znovu zavedena osmiletá a šestiletá víceletá gymnázia, protože ve společnosti převládalo vysoké mínění o předválečných gymnáziích. Vyspělé státy západní Evropy ale tou dobou vykazovaly zřetelnou tendenci k inkluzi ve školství. Roku 1996 experti OECD doporučili vládě, aby víceletá gymnázia zrušila, ale vláda Václava Klause (ODS) doporučení nerealizovala. Ministr školství Eduard Zeman (ČSSD) se ale neúspěšně snažil o jejich zrušení.
Víceletá gymnázia nejsou ve Francii či Velké Británii. Jsou však například v Německu.

## Dělení
Stejně jako čtyřletá gymnázia, tak i víceletá gymnázia jsou určena pro nadanější studenty, u kterých se předpokládá budoucí vysokoškolské studium. Jelikož je na studenty víceletých gymnázií vyvíjen větší tlak dříve, ve vyšších ročnících mají často náskok v učivu (nejčastěji v přírodních vědách, jako je fyzika nebo matematika) před studenty ekvivalentní třídy čtyřletého gymnázia.
Žáci základních škol nastupují na gymnázium do 6. třídy (prima), 8. třídy (tercie) nebo do 1. ročníku (kvinta).
Mnohdy je možné na gymnázium nastoupit jak v průběhu, tak i na konci základní školy. Pro oddělení studentů víceletého a čtyřletého gymnázia se pak pro třídy víceletého gymnázia zavádí zvláštní značení:

### Osmiletá gymnázia
- prima – 6. třída základní školy a 1. ročník Osmiletého gymnázia
- sekunda (Secunda) – 7. třída základní školy a 2. ročník Osmiletého gymnázia
- tercie – 8. třída základní školy a 3. ročník Osmiletého gymnázia
- kvarta (Quarta) – 9. třída základní školy a 4. ročník Osmiletého gymnázia
- kvinta (Quinta) – 1. ročník střední školy a 5. ročník Osmiletého gymnázia
- sexta – 2. ročník střední školy 6. ročník Osmiletého gymnázia
- septima – 3. ročník střední školy a 7. ročník Osmiletého gymnázia
- oktáva (Octava) – 4. ročník střední školy a poslední 8. ročník Osmiletého gymnázia

### Čtyřletá gymnázia
- kvinta (Quinta) – 1. ročník střední školy
- sexta – 2. ročník střední školy
- septima – 3. ročník střední školy
- oktáva (Octava) – 4. ročník střední školy

Existovala také sedmiletá gymnázia, zrušena byla od školního roku 1996/97.

## Kontroverze
Někteří odborníci a některé politické strany odporují této formě vzdělání. Jejich argumenty obsahují tvrzení, že víceletá gymnázia jednak odvádějí nadané žáky druhých stupňů základních škol, a podobně jako soukromé školy tak snižují kvalitu a společenské hodnocení této formy vzdělání. Odpůrci víceletých gymnázií též tvrdí, že dochází k předčasné selekci. A že jde o jistý způsob elitářství.
Mezi zastánce víceletých gymnázií patří jiní odborníci a rodiče studentů víceletých gymnázií. Jejich argumenty jsou svoboda volby, vyšší kvalita výuky, motivační prostředí, péče o talenty na víceletých gymnáziích a skutečnost, že existence víceletých gymnázií je výzvou pro základní školy, aby zkvalitnily svou výuku.

## Rušení gymnázií
V roce 2010 byli krajští radní pověřeni vyřešením problému s dopady demografického vývoje na střední školy. Některé kraje (Jihomoravský, Vysočina) proto plánovaly masivní rušení zejména gymnázií nebo jejich sloučení s jinými středními školami. Tyto kroky byly mnohdy podpořeny nejasnými studiemi,[nenalezeno v uvedeném zdroji] proti nimž se stavělo velké množství zastánců.[nenalezeno v uvedeném zdroji] V žádném z krajů nakonec ke slučování škol a rušení víceletých gymnázií nedošlo.

## Přehled víceletých gymnázií v ČR
- Osmiletá gymnázia
- Osmiletá gymnázia se sportovní přípravou
- Šestiletá gymnázia
- Šestiletá gymnázia se sportovní přípravou